# Паниссаж
Паниссаж (фр. Panissage) — коммуна во Франции, находится в регионе Рона — Альпы. Департамент коммуны — Изер. Входит в состав кантона Вирьё. Округ коммуны — Ла-Тур-дю-Пен.
Код INSEE коммуны — 38293. Население коммуны на 1999 год составляло 353 человека. Населённый пункт находится на высоте от 381  до 636  метров над уровнем моря. Муниципалитет расположен на расстоянии около 450 км юго-восточнее Парижа, 60 км юго-восточнее Лиона, 40 км северо-западнее Гренобля. Мэр коммуны — Jean Riviere, мандат действует на протяжении 2008—2014 гг.
Динамика населения (INSEE):